# 小林旭
小林旭（日语：小林 旭，1938年11月3日—）是日本著名的演員、歌手，出生於東京市世田谷區（現東京都世田谷區）。身高180cm、體重98kg、血型AB型。愛稱「勁爆小子」（／Mite Guy）。

## 人物・來歷
日活童星出道，明治大學中輟。
1956年，小林旭以『飢餓的靈魂』（飢える魂）出道。1959年上映的『告別南國土佐』（南国土佐を後にして）中顯露頭角。之後在「候鳥」系列、「旋風兒」系列中担綱主演。與石原裕次郎等明星一起建立日活的黃金時代。影片的票房年收入也比得上石原裕次郎主演的作品，不過他的片酬比石原裕次郎為低。
1958年，小林旭自日本哥倫比亞作為歌手以『忘記女人』（女を忘れろ）初次亮相。演唱電影『拿吉他的候鳥』、『銀座旋風兒』等的主題歌和插曲，大多走紅。還有，也發表了如「車展之歌」（2005年播出的朝日啤酒「雞尾酒伙伴」廣告曲，正是以「車覽之歌」為藍本）、「戀愛的山手線」等滑稽風格曲目、「用以前的花名出場」（昔の名前で出ています）等的演歌。這些樂曲的獨特的處理姿態，被統稱為『小林風格』（アキラ節）。
1960年，小林旭與女演員淺丘琉璃子共同生活，之後解除同居關係。與美空雲雀交往後，1962年兩人結婚，不過1964年就離婚了。據著作稱，一手安排這段婚姻的美空雲雀義父，山口組第三代幫主田岡一雄，在美空的離婚記者會上也親自露面。實際上美空雲雀並沒有完成法定入籍的程序，因此按照戶籍法的結果，美空雲雀在法律上是終生單身。身為小林妻子的美空想繼續演唱事業，由於母親的反對也不順利。另外小林豪奢的生活風格、與擅自搞出負債等糾紛發生，造成美空母女的失望也是原因。離婚記者招待會上田岡一雄與美空聯袂出席，讓世人感到吃驚。被問到是不是協議離婚，小林回答是「理解離婚」（因為並無任何協議），使此一說詞成為當時的流行語。小林並表示「滿是眷戀，談著談著在諸位面前甚至都想哭」。
1964年，小林旭跳槽到王冠唱片。1967年，小林旭與女演員青山京子再婚。從1970年開始，小林旭因為主持的Arrow・enterprise、自己主演的、擅長的電視動作片『目標拉面』等的失敗，背負14億日元債務。
1972年，小林旭加入東映，自1973年大流行的黑幫電影《無仁義之戰》系列中飾演武田明一角受到矚目。1978年，小林旭主演『多羅尾伴內』的重拍作品，打算使之系列化，不過因為票房不佳沒有繼續下去。1979年，小林旭出演了洋馬的農用拖拉機「Yanmar Diesel Tractor・YM2210」的電視商業廣告。1977年，已經問世兩年的「用以前的花名出場」大受歡迎，小林旭重新受到注目。『第28屆NHK紅白歌合戰』小林旭首次出場，到1996年已經7次出場了紅白歌合戰。
1981年，小林旭跳槽到寶麗多。1985年，小林旭粉絲大瀧詠一為他全新創作的味之素通用食品廣告曲『火熱的心』（熱き心に／阿久悠作詞）大受歡迎，並於翌年1986年的『第37屆NHK紅白歌戰』第2次出場。2002年發行了大瀧所規劃、監修的4片裝CD。
1988年，小林旭導演『春來鬼』，反應不佳。之後，1992年以『阿修羅的傳說』象徵回歸演員業。2004年，為紀念演藝生活50周年，關於與石原裕次郎和美空雲雀等人之間事蹟的著書『火熱的心』結集出版。2006年，以他為主題的小鋼珠機台「CR候鳥AKIRA」（藤商事）登場。
2007年2月23日，小林旭與川上哲治、羽佐間正雄等人一起被日本專業高爾夫球協會認定為名譽會員（2006年制定）。這個是名譽頭銜，不過也可以參加實際的專業比賽掙賞金。2007年4月，成立以自己的呢稱冠名的制作公司Maito Guy Label（マイトガイレーベル）。第一張CD、本人作詞作曲的新曲「折紙人生」，被NHK『無線電深夜航班』從7月到9月的「深夜航班的歌」采用。另外，同年7月在大阪新歌舞劇院舞台『無法松的一生』、時隔二十年擔綱座長公演。

## 逸話
據說日本音樂人谷村新司因為嚮往小林「候鳥系列」用指甲撥彈吉他的身姿，開始了自己的音樂活動。
香港著名男演員周潤發因為酷似小林旭，在日本被冠以綽號「香港の小林旭」。

## 出演

### 電影
- 飢餓的靈魂 正・續篇（飢える魂 正・続篇／1956年、日活）※DVD發售
- 孤獨的人（孤独の人／1957年、日活）
- 幕末太陽傳（幕末太陽傳／1957年、日活）
- 霧中的男人（霧の中の男／1958年、日活）
- 告別南國土佐（南国土佐を後にして／1959年、日活）
- 都市天空的保鏢（都会の空の用心棒／1960年、日活）
- 都市天空的警戒線（都会の空の非常線／1961年、日活）
- 太平洋的迷信屋（太平洋のかつぎ屋／1961年、日活）
- 惜別之歌（惜別の歌／1962年、日活）
- 流氓的詩（やくざの詩／1970年、日活）
- 唐獅子警察（1974年、東映）
- 啊ゝ決戰航空隊（あゝ決戦航空隊／1974年、東映） - 兒玉誉士夫 角色
- 日本暴力列島 京阪神殺軍團（日本暴力列島 京阪神殺しの軍団／1975年、東映）
- 青春的門（青春の門／1975年、東寶）
- 實錄外傳 大阪電擊作戰（実録外伝 大阪電撃作戦／1976年、東映）
- 廣島仁義 人質奪回作戰（広島仁義 人質奪回作戦／1976年、東映）
- 青春的門 自立篇（青春の門 自立篇／1977年、東寶）
- 多羅尾伴內（1978年、東映）
- 多羅尾伴內 鬼面村的慘劇（多羅尾伴内 鬼面村の惨劇／1978、東映）
- 阿修羅的傳說（修羅の伝説）
- 暴民的帝王（民暴の帝王）
- 阿修羅的人群（修羅の群れ）
- 銀座旋風兒系列（銀座旋風児シリーズ 日活）
  - 銀座旋風兒（銀座旋風児／1959年）
  - 銀座旋風兒 黑手是誰（銀座旋風児 黒幕は誰だ／1959年）
  - 銀座旋風兒 目擊者是那個傢夥（銀座旋風児 目撃者は彼奴だ／1960年）
  - 銀座旋風兒 我呼喚暴風雨（銀座旋風児 嵐が俺を呼んでいる／1961年）
  - 二階堂卓也銀座無頼帖 旋風兒歸來（二階堂卓也銀座無頼帖 帰ってきた旋風児／1962年）
  - 風呼喚著旋風兒 銀座無頼帖（風が呼んでる旋風児 銀座無頼帖／1963年）
- 候鳥系列（渡り鳥シリーズ 日活）
  - 拿吉他的候鳥（ギターを持った渡り鳥／1959年）
  - 口哨傳出的港町（口笛が流れる港町／1960年）
  - 候鳥什麼時候再歸來（渡り鳥いつまた帰る／1960年）
  - 紅夕陽中的候鳥（赤い夕日の渡り鳥／1960年）
  - 大草原的候鳥（大草原の渡り鳥／1960年）
  - 穿越波濤的候鳥（波涛を越える渡り鳥／1961年）
  - 大海中穿行的候鳥（大海原を行く渡り鳥／1961年）
  - 候鳥北歸（渡り鳥北へ帰る／1962年）
  - 候鳥回鄉（渡り鳥故郷へ帰る／1962年）
- 沒有仁義的戰鬥系列（仁義なき戦いシリーズ 東映）
  - 沒有仁義的戰鬥 代理戰爭（仁義なき戦い 代理戦争／1973年）
  - 沒有仁義的戰鬥 山頂作戰（仁義なき戦い 頂上作戦／1974年）
  - 沒有仁義的戰鬥 完結篇（仁義なき戦い 完結篇／1974年）

其他多數

### 電視劇
- 目標拉面（ターゲットメン／1971年、朝日電視）
- 旅鴉事件帖（旅がらす事件帖／1980年、關西電視）
- 幻之介世直帖（幻之介世直し帖／1981年、日本電視）
- 琉球的風（琉球の風／1993年、NHK）
- 睡了的男人們（寝たふりしてる男たち／1995年、讀賣電視）

### 商業廣告
- 洋馬拖拉機（ヤンマー トラクター／1978年）
- 三得利 懷特25（サントリー ホワイト25／1996年）
- 軟銀 拉面店的父親（ソフトバンクモバイル ラーメン屋の親父／2011年）

### NHK紅白歌合戰
| 年度/放送回   | 回 | 曲目                                     | 出演順 | 對戰相手           |
| ------------- | -- | ---------------------------------------- | ------ | ------------------ |
| 1977年/第28回 | 初 | 用以前的花名出場（昔の名前で出ています） | 19/24  | 石川小百合         |
| 1986年/第37回 | 2  | 熱烈的心（熱き心に）                     | 09/20  | 五輪真弓           |
| 1992年/第43回 | 3  | 流浪（さすらい）                         | 09/28  | 八代亞紀           |
| 1993年/第44回 | 4  | 從那以後（あれから）                     | 20/26  | 小林幸子           |
| 1994年/第45回 | 5  | 熱心（2回目）                            | 22/25  | 和田現子           |
| 1995年/第46回 | 6  | 彩虹在手臂（腕に虹だけ）                 | 19/25  | 島倉千代子         |
| 1996年/第47回 | 7  | 北歸行（北帰行）                         | 19/25  | 由紀沙織・安田祥子 |

## 作品

### 單曲

#### 日本哥倫比亞時代
- 忘記女人／賭戀愛的男人（女を忘れろ／恋に賭ける男 1958年9月20日） 日活「忘記女人」主題歌
- 炸藥百五十噸／俺はこがらしさ（ダイナマイトが百五十屯／俺はこがらしさ 1958年11月15日） 日活「二連槍的鐵」主題歌
- 午夜的街角（真夜中の街角／1958年12月10日） B面是哥倫比亞玫瑰「交錯的布魯斯」
- 爸爸走過的路／浪漫的情人（パパの歩いた道／いとしの恋人 1959年1月15日） 日活「在暴風雨中呼喚友情」主題歌
- ホロホロ東京（1959年3月15日B面） A面是島倉千代子「今天那個人回去」 雜誌「平凡」募集當選歌
- 逆我的／孤伶伶一個人的歌（俺に逆らうな／ひとりぼっちの歌 1959年4月20日） 日活「我挑戰」主題歌
- 地獄船／出海岔路口（地獄船／出船追分 1959年5月1日） 日活「二連槍的鐵」主題歌
- 十字路口／高速公路的男人（十字路／ハイウェイの男 1959年7月15日）
- 銀座旋風兒／銀座的碼頭（銀座旋風児／銀座の波止場 1959年9月20日） 日活「二階堂卓也 銀座無賴帖 銀座旋風兒」

主題歌
- 拿吉他的候鳥／地獄殺手（ギターを持った渡り鳥／地獄のキラー 1959年10月20日） 日活「拿吉他的候鳥」主題歌
- 碼頭的無法無天／親愛的女孩的淚雨（波止場の無法者／いとしあの娘の涙雨 1959年12月1日） 日活「碼頭的無法無天」主題歌
- 口哨傳出的港町／在想要哭泣的街角（口笛が流れる港町／泣きたい街角 1959年12月25日） 日活「口哨傳出的港町」主題歌
- 流氓的詩（やくざの詩／1960年2月10日） B面是湯美藤山「在夜霧中哭泣」 日活「流氓的詩」主題歌
- 斷腸調／袈裟數歌（ダンチョネ節／おけさ数え唄 1960年3月1日） B面是與淺草姉妹的二重唱 日活「海上來的流浪者」、「候鳥何時回」主題歌
- 炭礦隱鼠（炭鉱もぐら／1960年3月15日） B面是守屋浩「珍珠耳環」 雜誌「平凡」懸賞當選作詩
- 鹿兒島的小原調／小林旭的海軍小調（鹿児島おはら節／アキラのズンドコ節 1960年6月1日） 日活「渡海碼頭的風」主題歌
- 小林旭的會津磐梯山／小林旭的Tsurero調（アキラの会津磐梯山／アキラのツーレロ節 1960年7月10日） 日活「紅色夕陽下的候鳥」主題歌
- Nochiyosan調／東京卡波里俗謡（ノーチヨサン節／東京かっぽれ 1960年8月1日） 日活「東京的暴坊」主題歌
- 流浪／小林旭的嘿嘿調（さすらい／アキラのホイホイ節 1960年9月10日） 日活「南海的狼火」主題歌
- 小林旭的Tsurero調／小林旭的會津磐梯山（アキラのツーレロ節／アキラの会津磐梯山 1960年9月20日）
- 海軍小調／鹿兒島的小原調（ズンドコ節／鹿児島おはら節 1960年9月20日） 累計賣出20萬張以上
- 斷腸調／袈裟數歌（ダンチョネ節／おけさ数え唄 1960年9月20日）
- Nochiyosan調／東京卡波里俗謡（ノーチヨサン節／東京かっぽれ 1960年9月20日）
- 小林旭的嘿嘿調／小林旭的朝鮮調（アキラのホイホイ節／アキラのチョンコ節 1960年9月20日）
- 小林旭的索蘭調／小林旭的朝鮮調（アキラのソーラン節／アキラのチョンコ節 1960年10月5日） 日活「大草原的候鳥」主題歌
- 小林旭的熊本民謠／小林旭的炭坑調（アキラのおてもやん／アキラの炭坑節 1960年11月20日） 日活「暴坊之歌」、「大暴風來坊」主題歌
- 小林旭的梭羅河之戀／小林旭的北海盆歌（アキラのブンガワンソロ／アキラの北海盆唄 1960年12月5日） 日活「越過怒濤的候鳥」主題歌
- 小林旭的的篠山調／太陽在酣睡（アキラのデカンショ／太陽はねむっている 1961年4月30日） 日活「風來坊篠山調」主題歌
- 黑色傷痕的布魯斯／繼續流浪（黒い傷痕のブルース／続さすらい 1961年4月30日） 日活「黑色傷痕的布魯斯」主題歌
- 小林旭的真黑調／小林旭的従兄調（アキラのまっくろけ節／アキラのおいとこ節 1961年4月30日） 日活「逆風而行的流浪者」主題歌
- 山中的候鳥／小林旭的鳥鳴聲（山の渡り鳥／アキラのチンチロリン 1961年5月20日）
- 小林旭的騾子／小林旭的農兵調（アキラのラバさん／アキラのノーエ節 1961年7月20日）
- 想起了想起了／季風航線（思い出した思い出した／季節風航路 1961年8月5日） 日活「太陽、海染時」主題歌
- 跳舞的Chunga／戀的Chunga（チュンガを踊ろう／恋のチュンガ 1961年9月20日）
- 流浪者／小林旭的伊那調（流れもの／アキラの伊那節 1961年9月20日） 日活「大森林に向って立つ」主題歌
- 北歸行／惜別的歌（北帰行／惜別の唄 1961年10月5日） 日活「候鳥北歸」、「惜別的歌」主題歌
- 小林旭的奴桑／小林旭的さのさ（アキラの奴さん／アキラのさのさ 1961年12月10日）
- 落日的夏延／晚霞中的的紅色帶篷馬車（落日のシャイアン／夕やけは赤い幌馬車 1961年12月20日） 日活「高原兒」主題歌
- 馬戲團的歌／流浪的歌（サーカスの唄／放浪の唄 1962年2月5日） 日活「流浪」主題歌
- 鄉愁／旅愁（郷愁／旅愁 1962年3月20日）
- 小林旭Twist／Twist・No.1（アキラでツイスト／ツイスト・ナンバー・ワン 1962年3月20日） 日活「充滿夢想的暴坊」主題歌
- 小林旭的是嗎／船頭搖籃曲（アキラのええじゃないか／船頭子守唄 1962年4月20日）
- 岸邊的禮拜堂／一個人的散步道（渚のチャペル／ひとりぼっちの散歩道 1962年6月20日）
- ダヒル・サヨ／我是雜草（ダヒル・サヨ／俺は雑草 1962年7月20日） 日活「遙遠國度的歌」主題歌
- 你也隨我去／流浪的歌（俺もゆくから君もゆけ／流浪の唄 1962年8月20日） 日活「候鳥回故鄉」、「地獄的夜啊深紅色」主題歌
- 秋天的銀座／回憶的布魯斯（秋の銀座／追憶のブルース 1962年9月20日）
- 當心戀愛的花／黑色信號（恋の花に気をつけな／黒いシグナル 1962年12月10日）
- 小林旭Bosa・nova／袈裟戀歌（アキラでボサ・ノバ／おけさ恋しや 1963年1月10日） 日活「暴坊之歌」主題歌
- 我是地獄的指揮官／男人（俺は地獄の部隊長／男なら 1963年5月5日） 日活「我是地獄的指揮官」主題歌
- 總而言之，人世不好混／戀君小曲（とかくこの世は住みにくい／君恋小唄 1963年10月5日） 日活「銀座次郎長 天下的一件大事」主題歌
- 男人的路／初戀（男の道／初恋 1963年11月20日） 日活「關東游俠傳」主題歌
- 花與怒濤／男人一條筋（花と怒涛／男一筋 1964年2月20日） 日活「花與怒濤」主題歌
- 戀愛的山手線／失戀也開心（恋の山手線／失恋もまた楽し 1964年3月20日）
- 裝作不知的樣子／你（知らん顔／君 1964年7月20日）

#### 日本王冠時代
- 汽車展覽歌（自動車ショー歌／1964年10月15日）
- 紅色的流星（赤い流れ星／1965年）
- 落日（1967年）
- 戀愛的世界旅行（恋の世界旅行／1968年）
- 何不與我一道（ついてくるかい／1970年） 累計賣出30萬張以上
- 純子（1971年）
- 抱歉（ごめんね／1971年）
- 哀歌（1972年）
- 用以前的花名出場（昔の名前で出ています／1975年） 累計賣出91萬張以上 。Oricon公信榜中小林旭最大的流行歌曲。
- 恩愛妻子（女房きどり／1976年）
- ショーがないね節（1976年）
- 向北（北へ／1977年） 累計賣出21萬張以上
- 重來一次（もう一度一から出なおします／1977年）
- 流浪的道路（さすらいの道／1977年）
- 夢中（夢ん中／1978年） （朝日放送「必殺生意人」・「必殺機巧人・富嶽百景殺之旅」主題歌）
- 我的名字變了（私の名前が変わります／1978年）
- 霧的都市（霧の都会／1978年）（電影「多羅尾伴內」主題歌）
- 紅拖拉機（赤いトラクター／1979年） （洋馬農機「洋馬柴油拖拉機・YM系列」商業廣告歌）
- 漁港列島（1979年）
- 亂雲（みだれ雲／1980年） （「旅鴉事件帖」主題歌）

#### 寶麗多時代
- 體諒（思いやり／1982年）※『幻之介世直帖』的主題歌
- 淚流得越多 幸福就越多（泣いた数だけ幸せに／1982年）※尼卡威士忌公司Hi Nikka商業廣告歌
- 水塘（水たまり／1984年）
- 星星海峽（星海峡／1984年）
- 熱烈的心（熱き心に／1985年）…累計賣出37萬張以上
- 口琴的詩（ハーモニカの詩／1986年）
- 古城的月（古城の月／1987年）
- 梅雨華爾茲（五月雨ワルツ／1988年）

#### 索尼音樂唱片時代
- 彩虹在手臂（腕に虹だけ／1995年）
- 小林旭的與珍妮來啦（アキラのジーンときちゃうぜ／1995年）

#### 索尼唱片時代以降
- 翔歌（2004年）
- 小林旭的Mottainai音頭（アキラのもったいない音頭／2006年） （以「勿體無い」這個詞為主題的樂曲）
- 折紙人生（折り紙人生／2007年）
- 酒場恋歌（2008年） （遠籐實・實質的遺作）
- ジダンダ!／福岡歸行（2009年） （獨立製作人）
- 久遠的昭和…／人生難破調!（遠き昭和の…／人生なんぼ節!／2010年）

### 專輯
- GOLDEN☆BEST 小林旭（2003年）
- GOLDEN☆BEST 小林旭 Maito・Guy・Deluxe（小林旭 マイト・ガイ・デラックス／2004年）
- GOLDEN☆BEST 小林旭 熱門全曲集（小林旭 ヒット全曲集／2009年）

## 著作
- 徹夜対談・いつもロンリーだった（1995年）講談社文庫
- 熱き心に （2004年）双葉社
- さすらい （2004年）新潮文庫
- 永遠のマイトガイ 小林旭（2011年）たちばな出版刊

## 関連項目
- 石原裕次郎

## 腳注
1. ↑  . YAHOO! JAPAN 人物名鑑. 日本タレント名鑑. 2010年10月  [2010-10-05]. （原始内容存档于2013-07-22） （日语）.
2. ↑  . 産経新聞 (MSN). 2010-11-13  [2011-04-03]. （原始内容存档于2011-03-07） （日语）.

## 外部連結
- 小林旭ファンクラブ入会案内（日文）
- 小林旭公式サイト（日文）